# Zona de la Mort de Yellowstone

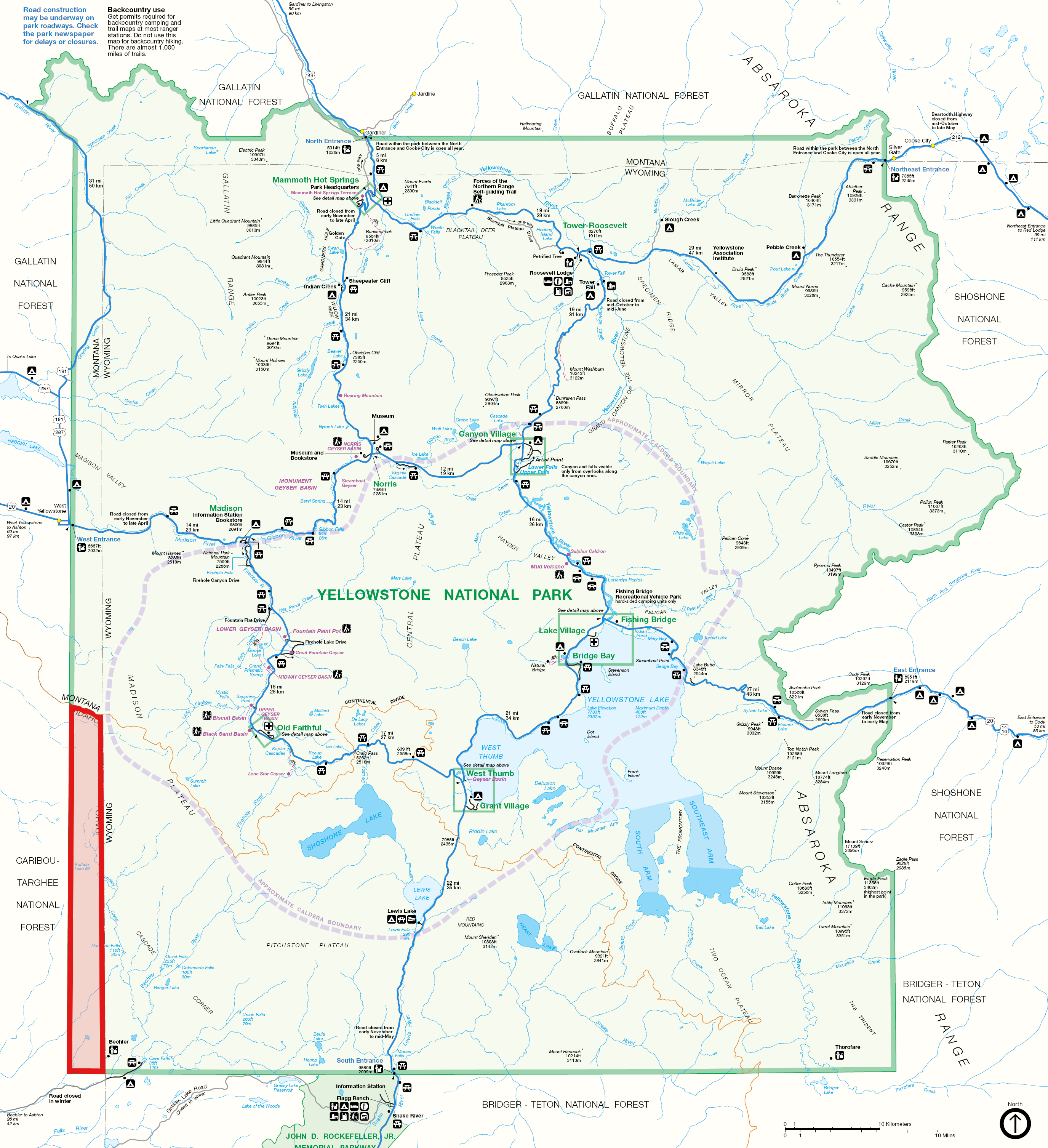
La zona de la mort (ressaltada en vermell) es defineix per on les fronteres del parc nacional de Yellowstone (ressaltades en verd) se superposen les fronteres d'Idaho, a la cantonada sud-oest del parc.

La Zona de la Mort de Yellowstone és el nom que es dona als 50 sq mi (129.50 km2) d'una secció a Idaho del Parc Nacional de Yellowstone en la qual, com a resultat d'una suposada llacuna jurídica a la Constitució dels Estats Units, un criminal podria teòricament escapar de qualsevol delicte, fins i tot incloent-hi l'assassinat.

## Llacuna jurídica
Actualment, el districte judicial que regula Wyoming és l'únic districte judicial dels EUA que té jurisdicció sobre la terra d'altres estats. Això es deu al fet que tot el Parc Nacional de Yellowstone, que inclou parts de Wyoming, Idaho i Montana, forma part del districte judicial de Wyoming. Qualsevol criminal descobert que hagi comès un delicte en aquest districte normalment seria portat a Cheyenne, Wyoming, on es troba el tribunal del districte de Wyoming. No obstant això, la sisena modificació a la Constitució dels Estats Units decreta que els jurats en casos penals federals han de ser tant del districte com de l'estat on es va cometre el crim. A causa d'això, es requeriria constitucionalment un delicte comès a la "Zona de la Mort" per ser jutjat i incloure només membres del jurat de la zona.
No obstant això, a causa que la zona de Yellowstone a Idaho està deshabitada, no es pot reunir un jurat i el criminal no podria tenir un judici just, és a dir, que no podria rebre cap càstig legal per delictes importants. A més, el govern federal té jurisdicció exclusiva sobre el parc nacional de Yellowstone, de manera que els fiscals estatals no podrien actuar.

## Descobriment
La llacuna jurídica constitucional d'aquesta zona la va descobrir el professor de dret de la Universitat de Michigan, Brian C. Kalt, mentre tenia previst escriure un assaig sobre les tecnicitats de la Sisena Esmena, que permet als ciutadans un judici just i ràpid. Kalt es va preguntar sobre un hipotètic lloc on no hi havia prou ciutadans elegibles per formar un jurat i va teoritzar que no hi podria haver cap judici i, per tant, cap càstig per delictes importants en aquesta zona. Més tard es va adonar que hi havia un lloc com aquest: la secció Idaho del Parc Nacional de Yellowstone. Kalt espantat per la seva constatació, es va centrar en escriure un assaig sobre la zona per convèncer el govern de solucionar l'escletxa legal. L'assaig, que es diu "El crim perfecte", es va publicar el 2005 al Georgetown Law Journal . Kalt temia que els delinqüents poguessin llegir l'assaig i cometre un delicte a la zona abans que es resolguessin les llacunes.

## Història
Després que Brian Kalt descobrís la llacuna, va treballar perquè el govern la tanqués. Va suggerir als legisladors de Wyoming que s'inclogués la zona de la mort com a part del tribunal federal del districte d'Idaho en lloc del districte de Wyoming, i que solucionés el problema. Tanmateix, els legisladors van ignorar el suggeriment de Kalt. El 2007, l'autor CJ Box va escriure una novel·la anomenada Foc lliure que presentava la Zona, i que Box amb aquesta obra esperava augmentar la consciència governamental. La novel·la va aconseguir alertar el senador de Wyoming, Mike Enzi, sobre aquest tema. Tot i això, Enzi no va poder convèncer el Congrés perquè ho discutís.
No es van cometre delictes coneguts a la zona de la mort des del descobriment de Kalt. No obstant això, un caçador furtiu anomenat Michael Belderrain va disparar il·legalment a un uapití a la secció de Montana de Yellowstone. Tot i que aquesta secció del parc té suficients residents per formar un jurat, pot ser difícil reunir-los i organitzar un judici legal just a causa dels viatges o la falta de voluntat dels membres de la petita població on s'hauria de celebrar. Un jutge federal va dictaminar que Belderrain podria ser jutjat al Tribunal de Districte dels Estats Units per al districte de Wyoming, malgrat el problema de la sisena esmena. Belderrain va citar la ponència de Kalt "El crim perfecte" per explicar per què creia que era il·legal tenir el seu judici amb un jurat d'un altre estat on no es va cometre el crim. El jutge no hi estava d'acord i Belderrain es va declarar finalment culpable.